# André Bambu
Pour les articles homonymes, voir Bambu.
André Luiz Quirino Pereira, connu sous le nom de André Bambú, né le 4 août 1979 à Ribeirão Preto, au Brésil, est un joueur brésilien de basket-ball. Il évolue au poste d'ailier fort.

## Palmarès
- Vainqueur du championnat des Amériques 2005